# Listă de localități din raionul Drochia
Această listă conține satele și orașele din raionul Drochia, Republica Moldova.
| Denumire               | oraș / centru de comună / sat               |
| ---------------------- | ------------------------------------------- |
| Antoneuca              | sat (comună)                                |
| Baroncea               | centru de comună                            |
| Baroncea Nouă          | sat în comuna Baroncea                      |
| Ceapaevca              | sat în comuna Șalvirii Vechi                |
| Chetrosu               | sat (comună)                                |
| Cotova                 | centru de comună                            |
| Dominteni              | sat (comună)                                |
| Drochia                | oraș, reședință de raion                    |
| Drochia                | sat (comună)                                |
| Fîntînița              | centru de comună                            |
| Ghizdita (stație c.f.) | sat în comuna Fîntînița, stație cale ferată |
| Gribova                | sat (comună)                                |
| Hăsnășenii Mari        | sat (comună)                                |
| Hăsnășenii Noi         | centru de comună                            |
| Holoșnița Nouă         | sat în comuna Palanca                       |
| Iliciovca              | sat în comuna Șalvirii Vechi                |
| Lazo                   | sat în comuna Hăsnășenii Noi                |
| Maramonovca            | sat (comună)                                |
| Măcăreuca              | sat în comuna Cotova                        |
| Miciurin               | sat (comună)                                |
| Mîndîc                 | sat (comună)                                |
| Moara de Piatră        | sat (comună)                                |
| Nicoreni               | sat (comună)                                |
| Ochiul Alb             | sat (comună)                                |
| Palanca                | centru de comună                            |
| Pelinia                | sat (comună)                                |
| Pelinia (stație c.f.)  | sat în comuna Pelinia, stație cale ferată   |
| Pervomaiscoe           | centru de comună                            |
| Petreni                | centru de comună                            |
| Popeștii de Jos        | sat (comună)                                |
| Popeștii de Sus        | sat (comună)                                |
| Popeștii Noi           | sat în comuna Petreni                       |
| Sergheuca              | sat în comuna Pervomaiscoe                  |
| Sofia                  | sat (comună)                                |
| Șalvirii Noi           | sat în comuna Palanca                       |
| Șalvirii Vechi         | centru de comună                            |
| Șuri                   | centru de comună                            |
| Șurii Noi              | sat în comuna Șuri                          |
| Țarigrad               | sat (comună)                                |
| Zgurița                | sat (comună)                                |